# أبو مصعب عبد المجيد
عبد المجيد ديشو المدعو أبو مصعب عبد المجيد أمير الجماعة السلفية للدعوة والقتال  منذ 23 أبريل 1999 إلى حين مقتله في 11 يونيو 1999 كان يبلغ من العمر 29 عامًا حينما قاد الجماعة. ينحدر من عائلة بربرية تقيم في مدينة برج منايل بمقاطعة بومرداس على بعد نحو 60 كيلومترا إلى الشرق من العاصمة.
وكان من العناصر النشيطة في الجبهة الإسلامية للإنقاذ الجزائرية قبل حلها من قبل السلطات في مارس 1992. تولى رئاسة الهيئة الشرعية للمنطقة الثانية في الجماعة الإسلامية المسلحة والجماعة السلفية للدعوة والقتال إلى غاية مُبايعته أميراً للجماعة السلفية للدعوة والقتال في 23 أبريل 1999 خلفاً للأمير المؤقت حسان حطاب.

## اغتياله
قتل يوم 27 صفر 1420 هـ الموافق لـ 11 يونيو 1999 بولاية باتنة إثر كمين لقوات الأمن.